# Theodoor Jacobus Boks
Theodoor Jacobus Boks (Rhenen, 15 de agosto de 1893 — ?) foi um matemático neerlandês.
Boks obteve um doutorado na Universidade de Utrecht em 1921.